# Caraphia cribrata
Caraphia cribrata är en skalbaggsart som beskrevs av Charles Joseph Gahan 1906. Caraphia cribrata ingår i släktet Caraphia och familjen långhorningar.
Artens utbredningsområde är Burma. Inga underarter finns listade.